# جين انساه
القاضية جين مايمو أنساه (بالإنجليزية: Jane Ansah)‏، (من مواليد 11 أكتوبر 1955) هي الرئيسة الحالية للجنة الانتخابية في مالاوي. كانت قاضية سابقة في المحكمة العليا في مالاوي وكانت أول مدعية عامة فيها. اشتهرت بدورها كرئيسة للجنة الانتخابية في ملاوي خلال انتخابات 2019، أثار دورها في هذا الموقف احتجاجات وطنية سواء في الدعم أو في المعارضة لدورها بسبب مخالفات الانتخابات، وقد دعاها المتظاهرون إلى الاستقالة.

## العمل
شغلت منصب قاضي في المحكمة العليا في ديسمبر 1998، ثم شغلت منصب المدعي العام لمالاوي من عام 2006 إلى عام 2011، وعُينت قاضية في محكمة الاستئناف العليا في عام 2011، وعُينت رئيسة للجنة الانتخابية في مالاوي في أكتوبر عام 2016 خلف القاضي ماكسون مبنديرا. 

### انتخابات مالاوي 2019
اتُهمت بسوء إدارة الانتخابات العامة في مالاوي عام 2019 والتي أدت إلى حملة «جين أنسا» التي يجب أن تسقط فيها الاحتجاجات المناهضة لجان أنساه والتي طالبت باستقالتها في يونيو ويوليو 2019.  زعمت مجموعة من النساء (المعسكر المؤيد لجان أنسا)، بقيادة سودي وايت ووزيرة القسم الاجتماعي ماري نافيتشا أن أنساه كانت ضحية التمييز الجنسي والتمييز بين الجنسين. وقد نظموا احتجاجات تضامناً مع جين أنساه ودورها في الانتخابات، وتظاهر الآلاف من النساء للدفاع عن دورها في الانتخابات، وارتدى الكثير من النساء قمصان مكتوب عليها «أنا جين أنساه».